# Raúl Gárate Legleú
Raúl de Gárate Legleú fue un militar revolucionario y político. Nació en 1887 en la ciudad Heroica Matamoros, en Tamaulipas (México).
Se incorporó a la revolución constitucionalista en 1913, caracterizándose por su oposición al gobierno de Victoriano Huerta y su lealtad al Primer Jefe Venustiano Carranza hasta el drama de Tlaxcalantongo. Fue gobernador interino de Tamaulipas en 1915 y en 1916 por ausencia del gobernador Luis Caballero. En la política estatal se distinguió por su oposición a la corriente portesgilista.
Además de esto no se cuenta con información sobre él hasta su muerte en 1977 acompañado de su señora esposa Herlinda Caballero y sus hijos Arturo y Adolfo y su hija Amelia todos Garate Caballero.